# Тенді Ньютон
Офіцерка Ме́лані Тендіве́ (Те́нді) Нью́тон (англ. Melanie Thandiwe 'Thandie' Newton; нар. 6 листопада 1972) — британська акторка, відома ролями в британських та американських фільмах і серіалах. Лауреатка премій «Еммі» та БАФТА, дворазова номінантка премії «Золотий глобус».

## Життєпис
Народилася в Лондоні в родині зімбабвійки Ньяші (за словами Тенді, принцеси народу шона) і англійця Ніка Ньютона. Ім'я Тандіве́ означає «кохана» мовами ндбеле, зулу та сваті, в англійській скорочене до Те́нді.
Виховувалась в Лондоні та Корнуоллі, вивчала танці. З 1992 по 1995 вивчала соціальну антропологія в Давнінг коледжі в Кембриджі.
Одружена, мати трьох дітей. Старша донька — Ріплі — названа на честь Еллен Ріплі, героїні Сігурні Вівер у фільмі «Чужий»

## Кар'єра
Виконала головну роль в екранізації роману Тоні Морісон «Кохана» (1998), роль Крістіни в «Зіткнення» (БАФТА за найкращу жіночу роль другого плану, 2006), роль Мейв в серіалі «Край Дикий Захід» (Еммі за найкращу жіночу роль другого плану в драматичному серіалі, 2018)
У липні 2011 року виступила з TED промовою «Обіймаючи чужість, обіймаючи себе». Вона говорила про досвід пошук своєї «інакшості» як дитина, що росте в двох різних культурах, і як акторка, що грає багато різних ролей. Зокрема, вона зазначила: «Від п'яти років я не вписувалась. Я була чорною атеїсткою в школі для білих католиків, якою керували монахині. Я була аномалією».

## Фільмографія
| Рік       |    | Українська назва                                  | Оригінальна назва                                  | Роль                               |
| --------- | -- | ------------------------------------------------- | -------------------------------------------------- | ---------------------------------- |
| 2025      | с  | Венздей                                           | Wednesday                                          | Рейчел Фейрберн (3 епізоди)        |
| 2025      | ф  | Анаконда                                          | Anaconda                                           | Клер Сімонс                        |
| 2023      | ф  | Втеча з курника                                   | Chicken Run: Dawn of the Nugget                    | Ginger (voice)                     |
| 2022      | ф  | Усі старі ножі                                    | All the Old Knives                                 | Celia Harrison                     |
| 2022      | ф  | Божа країна                                       | God's Country                                      | Сандра Гідрі                       |
| 2021      | ф  | Ремінісценція                                     | Reminiscence                                       |                                    |
| 2019—2022 | мс | Великий рот                                       | Big Mouth                                          | Мона (20 епізодів)                 |
| 2018      | ф  | Смерть і життя Джона Ф. Донована                  | The Death & Life of John F. Donovan                | журналістка                        |
| 2018      | ф  | Соло. Зоряні Війни. Історія                       | Solo: A Star Wars Story                            | Вел                                |
| 2018      | ф  | Небезпечний бізнес                                | Gringo                                             | Бонні Соїнка                       |
| 2017      | с  | За службовими обов'язками                         | Line of Duty                                       | Роз (6 епізодів)                   |
| 2016—2020 | с  | Світ «Дикий Захід»                                | Westworld                                          | Мейв Міллей (28 епізодів)          |
| 2015      | с  | Ляпас                                             | The Slap                                           | Аїша (8 епізодів)                  |
| 2013—2015 | с  |                                                   | Rogue                                              | Грейс Тревіс (24 епізоди)          |
| 2013      | ф  |                                                   | Half of a Yellow Sun                               | Оланна                             |
| 2012      | ф  | Хороші вчинки                                     | Good Deeds                                         | Ліндсі Вейкфілд                    |
| 2011      | ф  | Відступ                                           | Retreat                                            | Кейт                               |
| 2010      | ф  | Пісня про кохання                                 | For Colored Girls                                  | Tangie / Orange                    |
| 2010      | ф  | Зникнення на 7-й вулиці                           | Vanishing on 7th Street                            | Розмарі                            |
| 2010      | ф  |                                                   | Huge                                               | Кріс                               |
| 2009      | ф  | 2012                                              | 2012                                               | Лора Вільсон                       |
| 2003—2009 | с  | Швидка допомога                                   | ER                                                 | Кем (Макемба) Лікасу (14 епізодів) |
| 2008      | ф  | Дабл ю                                            | W.                                                 | Кондоліза Райс                     |
| 2008      | ф  | Як втратити друзів і змусити всіх тебе ненавидіти | How to Lose Friends & Alienate People              | Тенді Ньютон                       |
| 2008      | ф  | Рок-н-рольник                                     | RocknRolla                                         | Стелла                             |
| 2007      | ф  | Біжи, товстуне, біжи                              | Run Fatboy Run                                     | Ліббі                              |
| 2007      | ф  | Норбіт                                            | Norbit                                             | Кейт Томас                         |
| 2006      | ф  | У гонитві за щастям                               | The Pursuit of Happiness                           | Лінда                              |
| 2006      | с  | Американський тато!                               | American Dad!                                      | Макева (голос, 1 епізод)           |
| 2006      | в  |                                                   | Crash: Unspoken                                    | оповідачка                         |
| 2006      | кф |                                                   | The Interrogation of Leo and Lisa                  | Мона Ліза                          |
| 2004      | ф  | Зіткнення                                         | Crash                                              | Крістіна                           |
| 2004      | ф  | Хроніки Ріддіка                                   | The Chronicles of Riddick                          | Дама Ваако                         |
| 2003      | ф  | Спритні руки                                      | Shade                                              | Тіффані                            |
| 2002      | ф  | Правда про Чарлі                                  | The Truth About Charlie                            | Регіна Ламберт                     |
| 2000      | ф  |                                                   | It Was an Accident                                 | Норін Герлок                       |
| 2000      | ф  | Місія нездійсненна 2                              | Mission: Impossible II                             | Ная Голл                           |
| 1998      | ф  | Кохана                                            | Beloved                                            | Кохана                             |
| 1998      | ф  | Обложені                                          | L'assedio / Besieged                               | Шандурай                           |
| 1997      | ф  | Замкнуте коло / Глухий кут / У безвиході          | Gridlock'd                                         | Тістечко                           |
| 1996      | ф  | Лідер                                             | The Leading Man                                    | Гіларі Рул                         |
| 1996      | тф |                                                   | In Your Dreams                                     | Клер                               |
| 1995      | ф  | Подорож Августа Кінга                             | The Journey of August King                         | Анналіз                            |
| 1995      | ф  | Джефферсон у Парижі                               | Jefferson in Paris                                 | Селлі Гемінгс                      |
| 1994      | ф  | Інтерв'ю з вампіром: Хроніка життя вампіра        | Interview with the Vampire: The Vampire Chronicles | Іветта                             |
| 1994      | ф  |                                                   | Loaded                                             | Зіта                               |
| 1993      | ф  | Молоді американці                                 | The Young Americans                                | Рейчел Стівенс                     |
| 1991      | тф |                                                   | Pirate Prince                                      | Бекі Ньютон                        |
| 1991      | ф  | Флірт                                             | Flirting                                           | Трандіве Аджева                    |

### Музичні відео
| Рік  | Назва       | Виконавець       | Примітки            |
| ---- | ----------- | ---------------- | ------------------- |
| 2017 | Family Feud | Jay-Z та Бейонсе | Роль — Тенді Ньютон |

## Нагороди та номінації
| Нагорода                     | Рік  | Категорія                                                                | Робота                    | Результат |
| ---------------------------- | ---- | ------------------------------------------------------------------------ | ------------------------- | --------- |
| BAFTA Film Awards            | 2006 | Найкраща жіноча роль другого плану                                       | Зіткнення                 | Перемога  |
| BAFTA TV Awards              | 2018 | Найкраща жіноча роль                                                     | За службовими обов'язками | Номінація |
| Золотий глобус               | 2017 | Найкраща жіноча роль другого плану в серіалі, мінісеріалі або телефільмі | Світ «Дикий Захід»        | Номінація |
| Золотий глобус               | 2019 | Найкраща жіноча роль другого плану в серіалі, мінісеріалі або телефільмі | Світ «Дикий Захід»        | Номінація |
| Еммі                         | 2017 | Найкраща жіноча роль другого плану в драматичному телесеріалі            | Світ «Дикий Захід»        | Номінація |
| Еммі                         | 2018 | Найкраща жіноча роль другого плану в драматичному телесеріалі            | Світ «Дикий Захід»        | Перемога  |
| Еммі                         | 2020 | Найкраща жіноча роль другого плану в драматичному телесеріалі            | Світ «Дикий Захід»        | Номінація |
| Премія Гільдії кіноакторів   | 2006 | Найкращий акторський склад в ігровому фільмі                             | Зіткнення                 | Перемога  |
| Премія Гільдії кіноакторів   | 2017 | Найкраща жіноча роль у драматичному серіалі                              | Світ «Дикий Захід»        | Номінація |
| Премія Гільдії кіноакторів   | 2017 | Найкращий акторський склад у драматичному серіалі                        | Світ «Дикий Захід»        | Номінація |
| Супутник                     | 1999 | Найкраща жіноча роль другого плану                                       | Кохана                    | Номінація |
| Кінопремія «Вибір критиків»  | 2006 | Найкращий акторський склад у кіно                                        | Зіткнення                 | Перемога  |
| Вибір телевізійних критиків  | 2016 | Найкраща жіноча роль другого плану в драматичному телесеріалі            | Світ «Дикий Захід»        | Перемога  |
| Critics' Choice Super Awards | 2021 | Найкраща акторка в науково-фантастичному/фантастичному серіалі           | Світ «Дикий Захід»        | Номінація |
| Сатурн                       | 2017 | Найкраща телеакторка другого плану                                       | Світ «Дикий Захід»        | Номінація |
| Сатурн                       | 2021 | Найкраща телеакторка                                                     | Світ «Дикий Захід»        | Номінація |